# Josef Drásal
Josef Drásal (4. července 1841 Chromeč – 16. prosince 1886 Holešov) byl nejvyšší člověk, který podle dochovaných údajů kdy žil v českých zemích.

## Život
Narodil se v chudé rodině brusiče jehel Johanna Drásala a jeho manželky Magdalény jako třetí z jejich šesti dětí. Dorostl do výšky cca 241 cm; žádný hodnověrný doklad o jeho výšce se sice nedochoval, lze ji však poměrně přesně stanovit z kosterních pozůstatků (kopie jeho kostry je uložena v Anatomickém ústavu Lékařské fakulty Masarykovy univerzity v Brně). Za jeho abnormálním vzrůstem stála zřejmě nadměrná produkce růstového hormonu, způsobená poruchou podvěsku mozkového; tato porucha ho asi dvacet let živila, když Josef vystupoval jako varietní a cirkusová atrakce po celé Evropě (dokonce i před francouzským císařem Napoleonem III.) a dostal se až do Turecka. Kromě výšky proslul ovšem i silou a samozřejmě i mimořádnou chutí k jídlu, kterou se mu údajně jen málokdy podařilo zcela uspokojit. Jako většinu lidí, vybočujících z normálu, i jeho trápily komplexy, za svou výšku se styděl a chodil nahrbený, později však, když začal být známý a živil se jako atrakce, byl na svoji výšku naopak hrdý. Díky varietním vystoupením po celé Evropě získal peníze, proto si za 4000 zlatých koupil na Plačkově v Holešově dům, který byl uzpůsobený jeho výšce. V něm žil až do své smrti.
O jeho síle se traduje řada historek: dovedl prý zvednout převrácený vůz naložený plně obilím či porazit rukou vola a zase ho zvednout; kámen, který by se musel přepravit povozem s voly, dokázal sám přenést; rváče v hospodě prý posbíral do náruče a vynesl je ven; při vystoupení před Napoleonem III. měl na velký stříbrný podnos naskládat několik trpaslíků a přinést je císaři.
Podle některých zdrojů Drásal zemřel ve věku 45 let na souchotiny. V úmrtním listu byla ale jako příčina smrti uvedena choroba ledvin. Ještě za jeho života projevilo Britské muzeum zájem o jeho kostru, Drásal však odmítl, chtěl být pochován v Holešově a v poslední vůli si vymínil po smrti pokoj a na svém hrobě umístění kamene své velikosti. Toto přání však nebylo naplněno – jeho pozůstatky byly na holešovském hřbitově třikrát exhumovány a v roce 1967 bylo provedeno i antropologické vyšetření, které ukázalo, že Drásal trpěl vzácným onemocněním, které bylo příčinou nejen jeho abnormálního vzrůstu, ale i příčinou jeho předčasné smrti. V celosvětovém měřítku byl Josef Drásal patnáctým nejvyšším člověkem, v Evropě pak obsadil desáté místo.

## Památka
Památku Josefa Drásala připomíná jeho hrob na hřbitově v Holešově (po několik desetiletí šlo vlastně o kenotaf, protože ostatky byly za účelem antropologického výzkumu v Brně).
Několik kusů Drásalova oděvu a jeho obraz v životní velikosti vlastní Městské muzeum v Holešově. Obraz v roce 1941 namaloval profesor kreslení na holešovském reálném gymnáziu, František Růžička, u příležitosti stého výročí Drásalova narození. Další Drásalův obraz v životní velikosti má Vlastivědné muzeum v Olomouci; namaloval jej akademický malíř Karel Žůrek v roce 1913. Olomoucké muzeum rovněž vystavuje figurínu Josefa Drásala v životní velikosti oblečenou do hanáckého kroje, který sestává z košile, vesty, gatí, opasku, klobouku a vysokých holínek. Figurínu nechal vyrobit Vlastenecký spolek muzejní v Olomouci a poprvé byla vystavena v roce 1895 na Národopisné výstavě v Praze. V roce 2014 muzeum uspořádalo veřejnou sbírku „Oblečme obra Drásala” za účelem restaurování Drásalova kroje a výroby kopií některých součástí tohoto kroje, které byly havarijním stavu. Výtěžek sbírky činil 87.609 Kč a zrestaurovaná figurína byla opět vystavena v listopadu 2015.
Závod horských kol přes Hostýnské vrchy nese od roku 1997 název „Bikemaraton Drásal”. Celková délka trasy bývá 115–130 km a nejrychlejší závodníci jsou na trati zhruba 5–6 hodin.
V roce 2007 byla jedna z ulic nové obytné čtvrti na východním okraji Holešova pojmenována „Drásalova”.